# Cerro de Punta
Cerro de Punta (Cerro Puntita) - najwyższy szczyt w Portoryko, w paśmie Kordyliery Środkowej, mierzący 1'338 m n.p.m.